# Bothriurus nendai
Espèce
Bothriurus nendai est une espèce de scorpions de la famille des Bothriuridae.

## Distribution
Cette espèce est endémique de la province de Río Negro en Argentine. Elle se rencontre sur la Meseta de Somuncurá à 1 465 m d'altitude.

## Description
Le mâle holotype mesure 28,17 mm et la femelle paratype 32,98 mm.

## Étymologie
Cette espèce est nommée en l'honneur de Santiago Javier Nenda.

## Publication originale
- Ojanguren-Affilastro & Garcia-Mauro, 2010 : A new Bothriurus (Scorpiones, Bothriuridae) from the Somuncura Plateau, with additions to the knowledge to the endemic scorpion fauna of the area, Zootaxa, no 2488, p. 52–64.